# ویرجین میوزیک
ویرجین میوزیک (انگلیسی: Virgin Music)، که تا سال ۲۰۲۲ با عنوان ویرجین میوزیک لیبل اند آرتیست سرویسز (انگلیسی: Virgin Music Label & Artist Services) شناخته می‌شد و در اصل با نام کارولاین دیستریبیوشن (انگلیسی: Caroline Distribution) شناخته می‌شود، یک توزیع‌کننده موسیقی هنرمندان مستقل و شرکت‌های ضبط است. ویرجین موزیک به عنوان زیرمجموعه گروه موسیقی ویرجین فعالیت می‌کند و متعلق به گروه موسیقی یونیورسال است. تمرکز این شرکت بر توزیع شرکای جدید یا نوظهور است.